# Victor Pauchet
 (janvier 2025).
Si vous disposez d'ouvrages ou d'articles de référence ou si vous connaissez des sites web de qualité traitant du thème abordé ici, merci de compléter l'article en donnant les références utiles à sa vérifiabilité et en les liant à la section « Notes et références ».
Victor Pauchet, né le 22 février 1869 à Amiens (Somme) et mort le 16 novembre 1936  au même lieu, est un chirurgien français ayant exercé à Amiens de 1896 à 1914 puis à Paris (Seine) de 1915 à 1936. 

## Biographie

### Années de jeunesse
Victor Armand Eugène Pauchet est le fils de Victor Pierre Joseph Pauchet (1839-1922), avocat stagiaire au barreau de Paris, avoué puis avocat, et de Marie Armande Montfort. Il est le petit-fils d'Armand, dernier marquis de Flers Villebadin (1814-1909). 
Il est reçu 1er à son concours à l'internat des hôpitaux de Paris en 1892. Il s'installe dans sa ville natale où il devient professeur de pathologie, de clinique chirurgicale et obstétricale (1906) et y crée un centre de santé toujours existant. Ce centre comprenait deux entités : la clinique Victor Pauchet et le Pavillon Duvauchel, "hôpital des pauvres", offert par Victor Duvauchel (1823-1907), industriel, administrateur des Hospices d'Amiens et cousin de Pauchet. Il est le premier en France et en Europe, à réaliser avec succès  la résection totale de l'estomac .

### Chirurgien pendant la Grande Guerre
En 1914, il demande à partir pour le front où il commande une ambulance de corps d'armée puis organise à Sainte-Menehould un hôpital d'urgence, bousculant l'organisation militaire et précurseur des Hôpitaux d'orientation et d'évacuation (H.O.E.), ce qui lui vaut une citation à l'ordre de l'armée signée de Joffre. 
Il met au point des techniques adaptées au drame du champ de bataille, comme le procédé de la gaze au formol mais dont la plus connue est l'amputation « en saucisson ». Cette dernière lui vaut d'abord une extrême hostilité de la part du corps médical du Grand Quartier général (G.Q.G.) mais par la suite est reconnue comme nécessaire pour sauver les blessés de la gangrène gazeuse. Rebaptisée amputation « en section plane » ou guillotine amputation, elle se répand dans les armées de tous les belligérants.

### Un chirurgien de notoriété mondiale
En 1915, il s'installe à Paris et devient Chirurgien chef de l'hôpital de La Pitié où notamment, sa chirurgie gastrique et abdominale, bouscule les idées reçues et les pratiques de la chirurgie d'alors. Plusieurs voix s'élèvent alors contre lui et il doit se réfugier dans un petit hôpital privé (Saint-Michel) dont il fait un centre de rayonnement chirurgical universel durant 20 ans. Les "Lundi" de Saint-Michel étaient non seulement courus par médecins et chirurgiens mais également par des non initiés : on y vit des écrivains comme Claude Farrère, des grands de ce monde comme la reine Amélie de Portugal ou la duchesse de Vendôme. 
Il crée une maison de santé, rue de Turin, toujours existante, où il opère les malades fortunés. Sa réputation grandissante attire auprès de lui médecins et chirurgiens de tous les horizons. En 1928, le professeur Théodore Tuffier, un des grands chirurgiens parisiens de sa génération, membre de l'Académie de médecine, pouvait dire à Pauchet : "Votre notoriété est actuellement mondiale, et elle n'a pas lieu de m'étonner". De même, le fameux Thierry de Martel, écrivait en 1937 : "Durant cette période de près de 20 ans, comprise entre l'armistice et sa mort, Pauchet fut le chirurgien parisien le plus actif, le plus travailleur, le plus rayonnant. Quand je voyageais à l'étranger, j'étais tours frappé de ce fait, que les seuls chirurgiens français vraiment connus au dehors, étaient Jean-Louis Faure, Leriche et Pauchet." 
Victor Pauchet a apporté, outre, d'innombrables mises au point techniques et une série de nouveaux instruments dont certains encore utilisés, des améliorations aux techniques anesthésiques, aux soins pré et post-opératoires, à la transfusion sanguine, à l'organisation médico-chirurgicale. Grand diffuseur il a notamment publié La pratique chirurgicale illustrée, véritable bible des chirurgiens du monde entier durant 30 ans et est l'auteur d'ouvrages de sociologie pratique qui ont eu un grand succès. Il fut aussi un pionnier de l'utilisation du film dans l'enseignement chirurgical et il créa le premier dessin animé représentant une opération. Une autre de ces idées était de permettre aux étudiants et aux chirurgiens d'avoir "en poche", un guide anatomique. C'est ainsi qu'il crée "L'anatomie en poche", ouvrage précurseur du livre de poche, que l'on appelait "l'anatomie en Pauchet".

### Hommages et distinctions
Malgré l'opposition d'une partie des mandarins parisiens, il reçoit la cravate de commandeur de la Légion d'honneur (janvier 1928) et est élu en 1934 (pour 1936), Président du congrès de chirurgie. Sa candidature à l'Académie des sciences n'est pas loin d'être couronnée de succès lorsqu'un accident de voiture sur les Champs-Elysées met fin, en octobre 1934, à sa carrière. 
Il se retire dans sa ville natale en 1935 où il meurt un an plus tard. Son ami américain Charles Horace Mayo (1865-1939), l'un des cofondateurs de la Mayo Clinic, écrit alors : « In the death of Victor Pauchet the world has lost not only a great surgeon but a great man as well » (« Dans la mort de Victor Pauchet, le monde a perdu non seulement un grand chirurgien, mais aussi un grand homme ». Ce qui faisait écho à l'opinion de beaucoup, telle celle du professeur Albert Calmette, qui écrivait, en 1928, : « Victor Pauchet, un homme de science et de cœur qui a élevé sur les plus hauts sommets  le renom de la chirurgie française" ou bien, Léon Daudet, ancien interne des hôpitaux de Paris, en 1934 : "Victor Pauchet...prince de la chirurgie française… un Pauchet est un bienfait public… »
Avec Péan, Doyen et Thierry de Martel, Victor Pauchet est reconnu comme une personnalité des plus créatives et indépendantes de la chirurgie française de la fin du XIXe et de la première moitié du XXe siècle.

## Vie privée
Veuf de Gabrielle Desjardin (en 1905) dont il a trois enfants, il se remarie avec Gislaine de Butler le 30 avril 1907 à Abbeville, d'où quatre enfants.

## Œuvres
Principales techniques et instruments encore utilisés :
- Opération de Pauchet : Technique de fermeture duodénale en cas d'ulcère comportant trois plans d'affrontement duodéno-pancréatique avec conservation d'une languette duodénale importante sur sa face libre.. 1. Suture du pourtour de l'ulcère par un plan totll. 2. Affrontement prancréatico-duodénal par des points d'appuis séro-musculaires. 3. Affrontement d'un plan séro-séreux pancréatico-duodénal.
- Gastrectomie en gouttière de Pauchet : Technique de gastrectomie partielle pour l'ablation des ulcères hauts situés de la petite courbure caractérisée par une section haute du cardia ; la ligne de section contourne ensuite la lésion pour descendre parallèlement à la petite courbure, rejoint la ligne de section habituelle de l'estomac, et descend alors plus obliquent vers la grande courbure.
- Incision de Pauchet : Incision oblique sous-costale gauche pour l'abord de la rate.
- Aiguilles de Pauchet : 1. Aiguille pour anesthésie locale et régionale. 2. Aiguille à manche pour suture de la paroi abdominale à l'aide de fils métalliques.
- Clamp de Pauchet : Clamp pour le duodénum.
- Pagaie de Pauchet.
- Pinces de Pauchet : 1. Pinces à affronter de Pauchet de 6 tailles différentes. 2. Pince écrasante de Pauchet à doigt dite à "bec de canard". 3. Pince tenaille droite de Pauchet. 4. Pince tenaille coudée de Pauchet. 5. Pince à poser les agrafes, etc.
- Sabre de Pauchet : aiguille à ligature
- Selle ou sellette de Pauchet : Siège en forme de selle de hauteur réglable, montée sur un socle par l'intermédiaire d'une forte tige flexible permettant des inclinaisons dans tous les sens de l'opérateur.
- Semelle de Pauchet : Lame métallique en forme de semelle contre-coudée pour empêcher l'éviscération pendant la fermeture de la paroi abdominale.

Quelques publications :
- Sarcome mélanique du foie, 1895
- Diagnostic et traitement de la pleurésie purulente, 1896
- Hystérectomie vaginale et laparotomie pour lésion des annexes de l'utérus. 1896.
- Goître plongeant, énucléation, guérison, 1897
- Traitement des métrites, 1897
- Notes sur la chirurgie rurale, 1897
- Hysterectomie vaginale, 17 cas, 17 guérisons, 1898
- Appendicite. Cause, symptômes, traitement. 1899
- Chirurgie des voies biliaires. 1900
- Prostatectomie périnéale, 1903.
- Les gants en chirurgie, 1905
- Chirurgie de la prostate, 1909
- La transfusion du sang, 1909.
- L'Education physique de l'enfant. 1911
- L'insuflation trachéale en chirurgie, 1911.
- L'Anesthésie régionale, 1913.
- L'Amputation "en saucisson", 1914
- La gaze au traxyméthylène en chirurgie de guerre, 1914
- L'amputation dite "en saucisson", 1915
- Matériel chirurgical de l'ambulance de corps d'armée, 1915
- Amputation plane économique, 1915
- Traitement des plaies de guerre, 1916
- Extraction immédiate des projectiles, 1917
- Les plaies pénétrantes du crâne en chirurgie de guerre, 1918
- Traitement chirurgical des affections de l'estomac, 1919
- La Pratique chirurgicale illustrée, vol. I, 230 p., 183 figures, Paris, Doin, 1920
- L'Anesthésie régionale, avec la collaboration de Sourdat et Labat, 3e édition, 356 p., 308 figures, Paris, Doin, 1921
- La Pratique chirurgicale illustrée, vol 2, 250 p., 199 figures, Paris, Doin, 1921
- La Transfusion du sang, 1924
- Traité des maladies de la prostate. 1925
- L'Anatomie en poche, 1926
- Le chemin du bonheur, 1946, édité par Oliven, dont la première édition date de 1927 et la dernière de 1985. Ouvrage couronné par le Prix Fabien de l'Académie française en 1929
- Cancer de l'estomac, 1928
- La pratique chirurgicale illustrée, Paris, Doin, 1920-1935, 21 volumes. La Pratique chirurgicale illustrée fut créée en 1920 par Victor Pauchet seul, qui y fit collaborer de nombreux chirurgiens, dont Thierry de Martel. Après la mort de Victor Pauchet, de Martel devint directeur de la publication mais auparavant il n'eut en aucune manière part à sa direction. Après la mort de Thierry de Martel ce fut Quénu qui en devint le directeur. Dès l'origine cette publication annuelle était publiée en 5 langues, d'où sa diffusion "mondiale".
- Restez jeunes, 1928
- L'enfant, sa préparation à la vie, 1929
- L'Automne de la vie édition J.Oliven 1932  L'Homme et la femme à l'âge critique.
- La plus fréquente des maladies : la colibacillose, 1933
- Traitement pré et post-opératoire des opérés digestifs. 1933
- La sigmoïdectomie minima, 1934
- Les adhérences, 1934
- Indications de la gastro-entérostomie, 1934.
- Technique de la cholécystostomie, 1935...

## Iconographie
- 1906 buste en marbre par le sculpteur Albert Roze.
- 1911 autre buste en marbre du même sculpteur.
- 1921 portrait réalisé par son ami le sculpteur Francis La Monaca.
- 1928 Médaille commémorant son élévation au grade de commandeur de la Légion d'Honneur à l'initiative de la duchesse de Vendôme par le peintre et sculpteur François de Hérain
- 1929 buste en bronze du sculpteur italien Francis La Monaca.
- 1930 portrait réalisé par le peintre américain William Malherbe.